# Giancarlo Giorgetti
Giancarlo Giorgetti (n. 16 decembrie 1966, Cazzago Brabbia, Lombardia, Italia) este un politician italian.